# Invasionsmyra
Invasionsmyra (Linepithema humile) är en myrart som först beskrevs av Mayr 1868.  Invasionsmyra ingår i släktet Linepithema och familjen myror. Arten är tillfälligt reproducerande i Sverige.

## Underarter
Arten delas in i följande underarter:
- L. h. angulatum
- L. h. arrogans
- L. h. breviscapum
- L. h. gallardoi
- L. h. humile
- L. h. platense
- L. h. scotti

## Bildgalleri

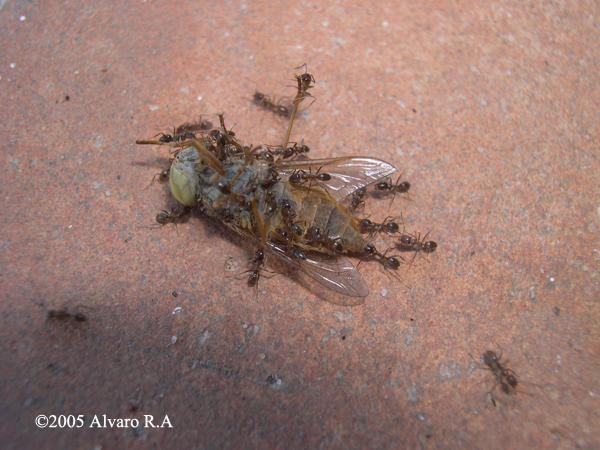
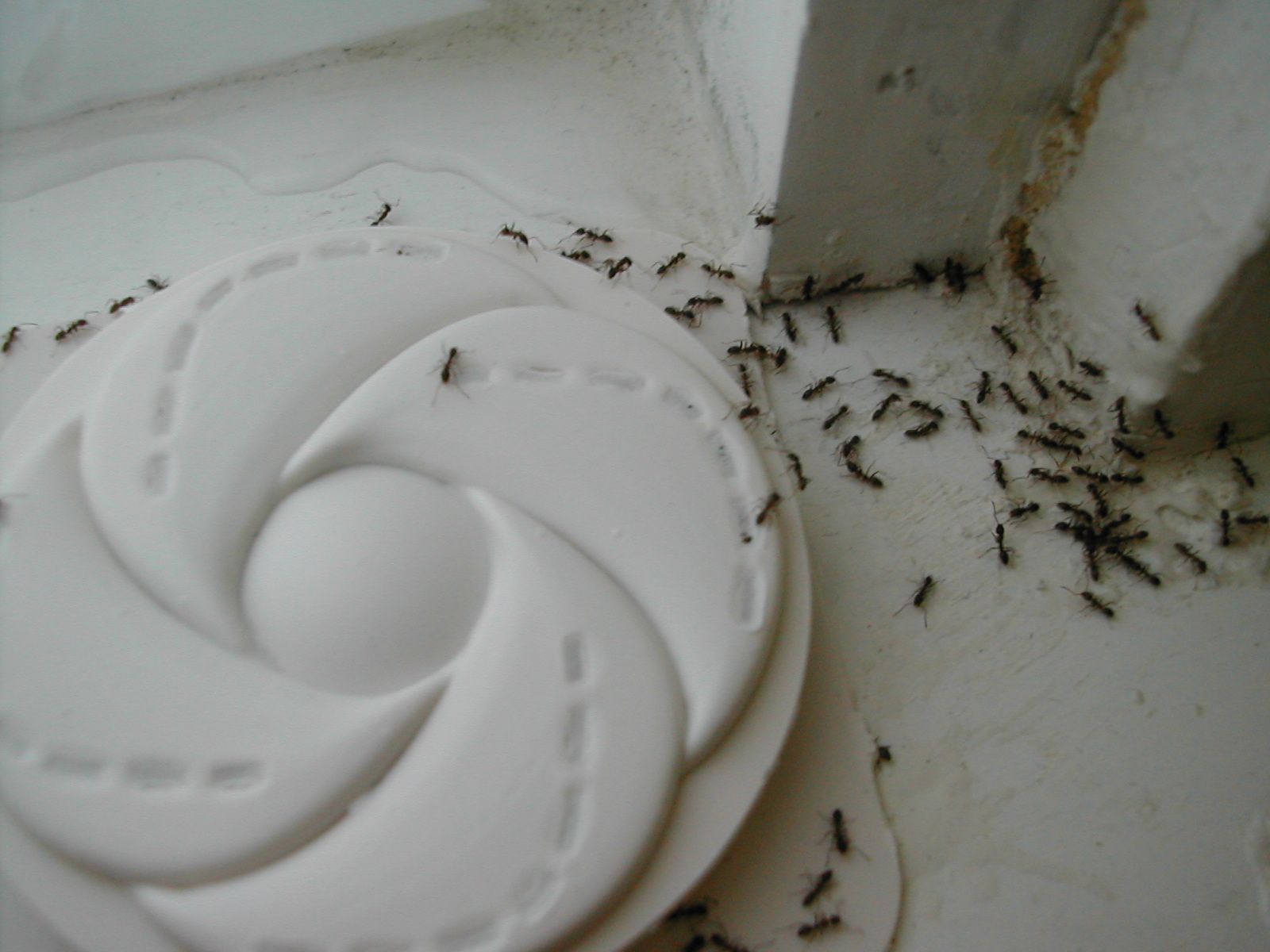
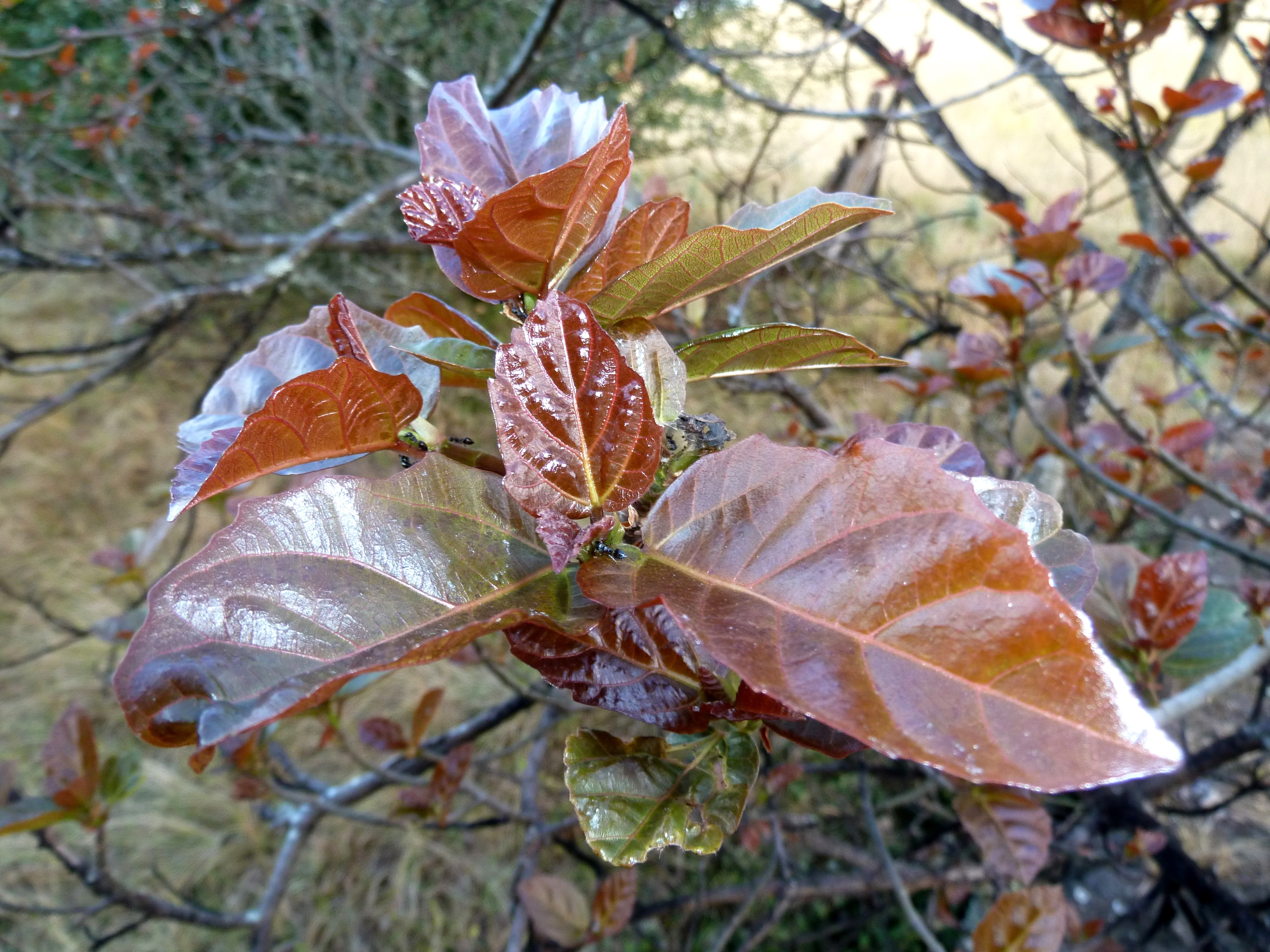
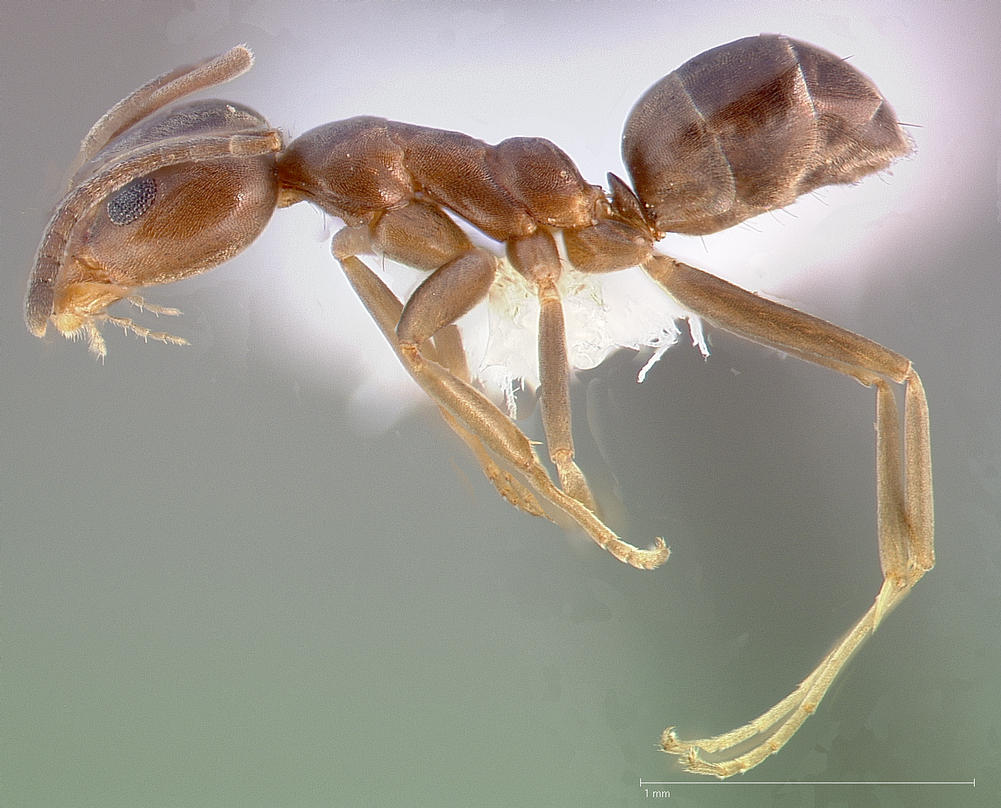
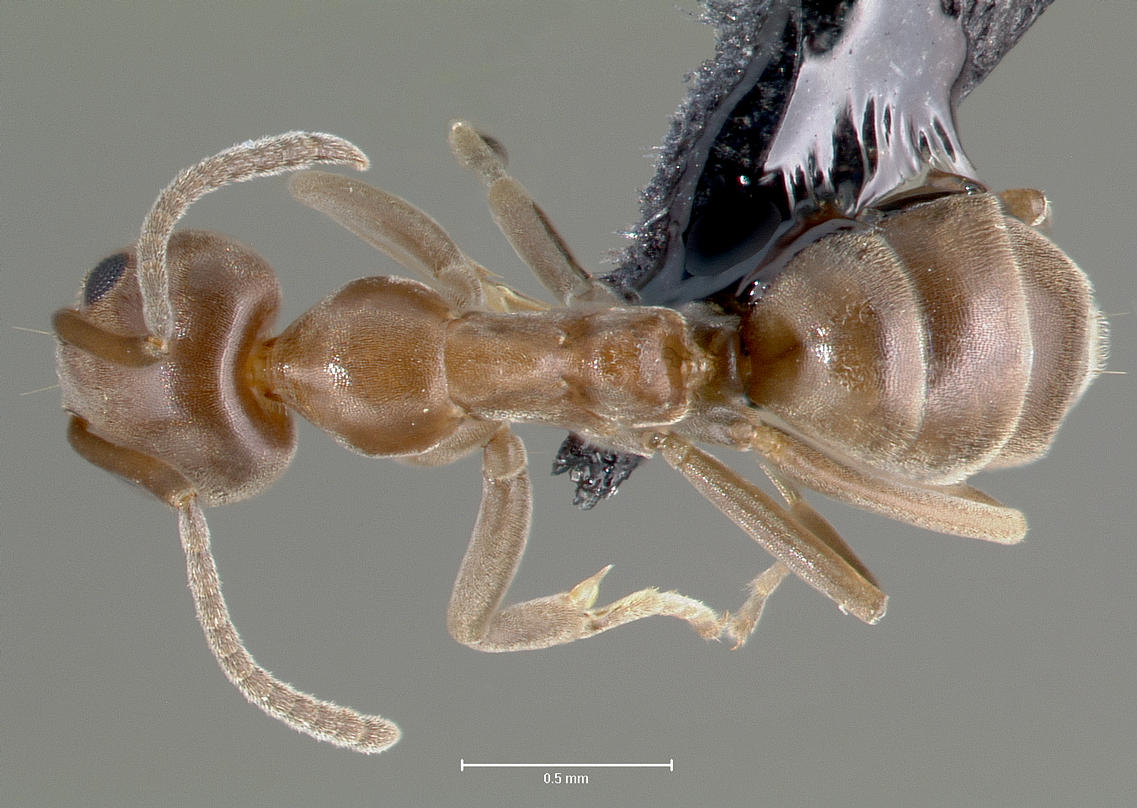
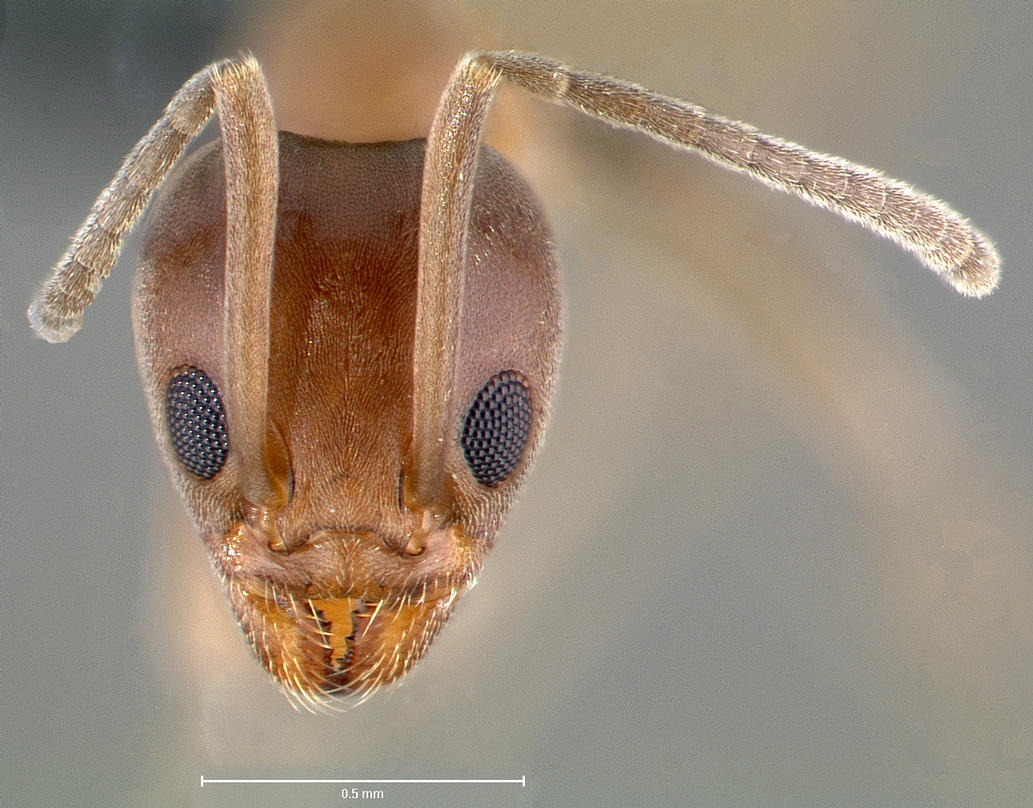